# 里加市徽
里加市徽是拉脫維亞首都里加的徽章。這面徽章有大中小三個版本。